# モンゴ語
モンゴ語（Mongo、Lomongo、Nkundo）はバントゥー語群に属する言語である。モンゴ・ンクンド語（Mongo-Nkundu）とも呼ばれる。話者はコンゴ民主共和国に居住するモンゴ族の人々である。主にコンゴ川の南側、コンゴ民主共和国の中央部に居住する。
モンゴ語は声調言語である。